# Miriam Zohar

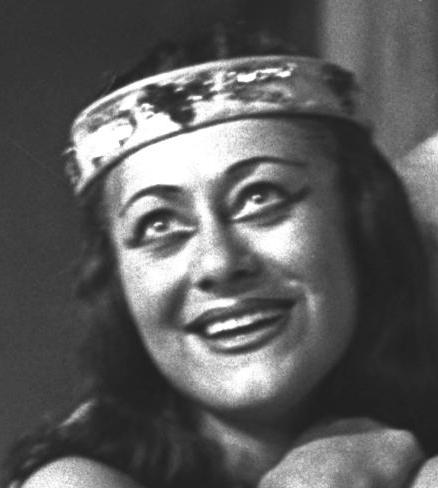
Miriam Zohar in 1953

Miriam Zohar (Czernowitz, 16 oktober 1931) is een Israëlisch toneelspeelster en actrice.

## Leven
Zohar werd op 16 oktober 1931 in Czernowitz, toen onderdeel van Koninkrijk Roemenië, geboren (thans: Tsjernivtsi, Oekraïne). In 1941 vielen de Duitsers de stad binnen. Zohar, haar broer en haar ouders werden opgepakt en gedeporteerd naar Transnistrië (nu het westen van Oekraïne). In Transnistrië werden zij en haar familie gedwongen tot het verrichten van dwangarbeid in verschillende nazi-werkkampen. In 1944 bevrijdde het Sovjetleger hen van de nazi-troepen. Zohar en haar familie verhuisden terug naar Czernowitz. In 1946 werd haar vader gearresteerd en naar de Sovjet-Unie overgebracht, waar hij kort daarna overleed. Na het overlijden van haar vader verhuisde de familie van Zohar naar Timișoara in Transsylvanië. In 1949 bereikten Zohar en haar familie Israël, na bijna een jaar op een detentiekamp in Cyprus te hebben gezeten.
In Israël trad Zohar op in een Jiddisch theater, nadat ze werd opgemerkt door het Nationaal Theater van Israël, de Habimah. In 1951 deed ze auditie en werd toegelaten tot de Habimah waar ze tot 1994 speelde. Zohar (wat 'pracht' in het Hebreeuws betekent) was de artiestennaam die ze aannam.

## Onderscheidingen
Zohar ontving een eredoctoraat van de Bar-Ilan Universiteit voor haar acteerwerk. In 1987 ontving ze de Israëlprijs voor haar acteerwerk. In 2015 werd ze genomineerd voor een Ophir Award als Beste Actrice voor haar rol in Fire Birds.
- Nationale Bibliotheek van Israël: 987007519082805171
- Virtual International Authority File: 315205343